# Rodney Martin (squash)
Pour les articles homonymes, voir Rodney Martin.
Rodney Martin, né le 17 octobre 1965, est un joueur de squash représentant l'Australie. Il fait partie de l'équipe d'Australie championne du monde par équipes en 1989 et 1991 et finaliste en 1993. Il atteint en novembre 1992 la deuxième place mondiale sur le circuit international, son meilleur classement.
Il est champion du monde en 1991 en étant le seul joueur de l'Histoire à avoir battu Jahangir Khan et Jansher Khan dans le même tournoi.

## Biographie
Il est issu d'une grande famille de squash où se distinguent sa sœur Michelle Martin et son frère  Brett Martin ainsi que son épouse Danielle Drady.
En 2007, il est intronisé au Squash Australia Hall of Fame.

## Palmarès

### Titres
- Championnats du monde : 1991
- Open de Hong Kong : 2 titres (1989, 1992)
- US Open : 1991
- Malaysian Open Squash : 1990
- Championnats du monde par équipes : 2 titres (1989, 1991)

### Finales
- British Open : 3 finales (1988, 1989, 1990)
- Qatar Classic : 1993
- Malaysian Open Squash : 1992
- Championnats du monde par équipes : 1993